# Grodziec (gromada w powiecie konińskim)
Grodziec – dawna gromada, czyli najmniejsza jednostka podziału terytorialnego Polskiej Rzeczypospolitej Ludowej w latach 1954–1972.
Gromady, z gromadzkimi radami narodowymi (GRN) jako organami władzy najniższego stopnia na wsi, funkcjonowały od reformy reorganizującej administrację wiejską przeprowadzonej jesienią 1954 do momentu ich zniesienia z dniem 1 stycznia 1973, tym samym wypierając organizację gminną w latach 1954–1972.
Gromadę Grodziec z siedzibą GRN w Grodźcu utworzono – jako jedną z 8759 gromad na obszarze Polski – w powiecie konińskim w woj. poznańskim, na mocy uchwały nr 25/54 WRN w Poznaniu z dnia 5 października 1954. W skład jednostki weszły obszary dotychczasowych gromad Grądy Nowe, Grądy Stare i Grodziec oraz miejscowości Huta Nowa, Junno, Lipice i Mokre z dotychczasowej gromady Junno ze zniesionej gminy Grodziec, a także obszar dotychczasowej gromady Wielołęka ze zniesionej gminy Dąbroszyn – w tymże powiecie. Dla gromady ustalono 22 członków gromadzkiej rady narodowej.
1 stycznia 1959 do gromady Grodziec włączono obszar zniesionej gromady Borowiec Stary w tymże powiecie.
1 stycznia 1960 do gromady Grodziec włączono obszar zniesionej gromady Królików w tymże powiecie.
1 stycznia 1962 do gromady Grodziec włączono obszar zniesionej gromady Biskupice (bez miejscowości Kurów, Kurów II, Kurów-Kolonia, Maradz, Wojciechowo i Zabiel) w tymże powiecie.
Gromada przetrwała do końca 1972 roku, czyli do kolejnej reformy gminnej. 1 stycznia 1973 w powiecie konińskim reaktywowano gminę Grodziec.